# JAR-OPS
Le JAR-OPS, ovverosia Joint Aviation Requirements - Operations, erano l'assieme delle normative applicabili al trasporto pubblico di passeggeri e merci, in ambito europeo, alle quali gli operatori di aeromobili (aeroplani ed elicotteri) dovevano attenersi strettamente.
A decorrere dal giugno 2008, le citate JAR-OPS sono state sostituite dalle EU-OPS che altro non sono che la loro rivisitazione effettuata dall'EASA.
Le JAR-OPS erano divise in tomi: OPS-1 per gli operatori di TP (trasporto pubblico, merci e passeggeri) con aeroplani e OPS-3 per gli operatori che impiegavano elicotteri.